# Страничен мерник
Страничен мерник – спомагателно приспособление в стрелковото (огнестрелно) оръжие (като правило при винтовките), използвано за наводка на оръжието по цел намираща се в зоната на пределната далечина на полета на куршума (или, в зависимост от характеристиките на оръжието, в зоната на действителния огън), но зад пределите на прицелната далекобойност на основния мерник (т.е. далечината съответстваща на най-голямото деление на основния прицел на оръжието).
В края на 19 и началото на 20 век има масово „увлечение“ на военните по далекобойност и точност на стрелбата, основно започнало в резултат на няколко достатъчно спорни епизода от Френко-пруската (1870 – 71) и Руско-турската (1877 – 78) войни. В този период на въоръжение се приемат винтовки, имащи прицелни приспособления, разграфени за стрелба на разстояния от порядък няколко километра. Например, руската винтовка образец 1891 г. има прицел, размерен до 3200 стъпки (2276 m), а английските Ли Метфорд и Ли Енфилд – основен прицел до 1600 ярда (1463 m) и допълнителен страничен до 2800 ярда (2560 m).
Причина за появата на страничните мерници става това, че за стрелбата на големи дистанции за използването на основния мерник трябва да има твърде дълга рамка на мерника и това означава да не се опира приклада на рамото (последното силно усложнява прицелването и създава проблеми с компенсирането на отката). За премахване на тези неудобства (за сметка на допълнителната странична мушка) е намалена дължината на мерната линия, което прави възможно практически без да се изменя мерната планка значително да се увеличат ъглите на прицелване, а следователно и далечината на трелбата.
Разбира се, стрелбата по единична цел на такова разстояние е невъзможна, тъй като такава задача, като е упоменато по-горе, значително превъзхожда възможностите на човешкото зрение, – все пак тези позиции на прицела се използват при навесна стрелба по групова цел, осъществявана на залпове („плутонгова стрелба“). Стрелците са обучавани при стрелбата да правят поправка по вятъра и да водят огън по невидима цел, разположена зад укритие или пресечен релеф на местността. Стрелбата с ръчно оръжие на дистанции от порядък 1000 метра е считана, до широкото разпространение на картечниците, за нормална и напълно разпространена практика при обучението на личния състав на стрелковите подразделения. При това, на практика, ефективността от този огън дори и онези времена е считана за достатъчно спорна, тъй като при голям разход на патрони нанасяните на противника от пушечния обстрел загуби от дистанции над километър често се оказва едва ли не символичен.
Разпространението на автоматичното оръжие в началото на 20 век значително намалява тази практика, изместена от много по-ефективния огън на тежките картечници, но като следствие от инерцията в мисленето и представите на военните теоретици за разстоянията на които ще се използват ръчните стрелкови оръжия в бъдещите войни те все пак остават съществено завишени.
Ситуацията рязко се променя в годините на Втората световна война. В хода на бойните действия бързо става ясно, че в условията на високата наситеност на войските с артилерия, миномети, бронетехника и гранатомети реалните далечини на водене на огън от стрелковото оръжие вече не превишава 300 m, а основните бойни действия с използване на лекото стрелково оръжие въобще са в пределите на 100 – 200 m. На такова разстояние победа одържа не тази страна, която е въоръжена с по-точно и далекобойно оръжие и имаща по-добра стрелкова подготовка, а тази, която подсигурява най-голяма плътност на огъня в близък бой. Целите, отдалечени над 300 m, се оказва по-рационално да бъдат поразявани с помощта на по-тежките видове оръжие, тъй като воденето по тях на огън от стрелковото (с изключение на снайперското) оръжие и даже от картечниците, започва да се смята за не работещо и практически спира да се използва.
Въпреки това, идеята за използване на страничните мерници е жива и понастоящем. В частност с такъв прицел е снабден американския подстволен гранатомет M203. През 2012 г., в град Лас Вегас американски производители на стрелково оръжие представят новия модел на самозарядната винтовка AR-15 с класически прицел изнесен встрани. За разлика от своите предшественици, дадения мерник има напълно противоположно предназначение и е направен за бой на къси дистанции и в ограничени пространства.